# Лорен Макфолл
Лорен Макфолл (англ. Lauren McFall, 9 лютого 1980) — американська синхронна плавчиня.
Призерка Олімпійських Ігор 2004 року.